# Starlet
Starlet è un film del 2012 diretto da Sean Baker.

## Trama
La giovane Jane, pornostar in ascesa, acquista un thermos ad un mercatino e vi trova casualmente all'interno 10.000 dollari. La ragazza stringe una forte amicizia con l'anziana signora da cui ha acquistato l'oggetto.

## Produzione
Sean Baker e Chris Bergoch hanno lavorato alla sceneggiatura di Starlet da Novembre 2010 fino all'estate 2011. Le riprese sono iniziate a Los Angeles ad agosto 2011 e sono terminate il mese successivo. Il budget si sarebbe aggirato intorno ai 235.000 dollari.

## Distribuzione
Starlet è stato presentato in anteprima mondiale al South by Southwest l'11 marzo 2012, mentre nell'agosto dello stesso anno è stato presentato in concorso al Festival di Locarno. È stato distribuito nelle sale statunitensi da Music Box Film il 9 novembre 2012.

## Riconoscimenti
- 2012 - Festival di Locarno
  - In concorso per il Pardo d'oro